# Hexatoma (Eriocera) dorothea
Hexatoma (Eriocera) dorothea is een tweevleugelige uit de familie steltmuggen (Limoniidae). De soort komt voor in het Nearctisch gebied.